# Пфайфер, Патрик
Патрик Пфайфер (англ. Patric Pfeiffer; род. 20 августа 1999, Гамбург) — немецкий и ганский футболист, защитник клуба «Дармштадт 98».

## Клубная карьера
Пфайфер — воспитанник клубов «Брамфилдер» и «Гамбург». В 2018 году он дебютировал за дублирующий состав последних. Летом 2019 года Пфайфер перешёл в «Дармштадт 98». 1 декабря в матче против «Арминии» он дебютировал во Второй Бундеслиге. 14 июня 2020 года в поединке против «Ганновер 96» Патрик забил свой первый гол за «Дармштадт 98». В 2023 году игрок помог клубу выйти в элиту. Летом того же года Пфайфер перешёл в «Аугсбург», подписав контракт на четыре года. 13 августа в поединке Кубка Германии против «Унтерхахинга» Патрик дебютировал за основной состав. 16 сентября в матче против «РБ Лейпциг» он дебютировал в Бундеслиге.